# Ignacio López Rayón, Puebla
Ignacio López Rayón är en ort i Mexiko.   Den ligger i kommunen Tlahuapan och delstaten Puebla, i den sydöstra delen av landet, 60 km öster om huvudstaden Mexico City. Ignacio López Rayón ligger 2 606 meter över havet och antalet invånare är 775.
Terrängen runt Ignacio López Rayón är huvudsakligen kuperad, men österut är den platt. Terrängen runt Ignacio López Rayón sluttar brant österut. Runt Ignacio López Rayón är det ganska tätbefolkat, med 222 invånare per kvadratkilometer. Närmaste större samhälle är San Martin Texmelucan de Labastida, 16,4 km öster om Ignacio López Rayón. Trakten runt Ignacio López Rayón består till största delen av jordbruksmark.